# Zight
Yau Yiu Ting (en chino tradicional, 邱耀鋌; pinyin, Qiu Yaoting) (Hong Kong, 26 de diciembre de 1988), más conocido por su nombre artístico Zight, es un compositor y productor de música electrónica (EDM) de Hong Kong.
Zight logró su primera colaboración internacional "Fly Away" con la cantante británica Sonna Rele en 2021.
Durante una entrevista en la radio, Zight reveló que su nombre artístico se deriva de su segundo nombre "light" que significa "luz". Utilizó por primera vez su alias Zight en BeatStars porque el nombre "light" ya estaba registrado por otro usuario.

## Biografía
Zight nació y creció en la era británica de Hong Kong. Durante una entrevista en vivo, mencionó que tenía un gran mueble de vinilos y CD perteneciente a su padre, que contenía géneros muy diversos de música occidental. Entre los muchos géneros musicales, el Eurodance era su favorito. Era fanático de grupos de Eurodance como Vengaboys, Aqua y 2 Unlimited. Explicó que su interés durante la infancia en la música Eurodance lo llevó a convertirse en productor de música electrónica después de graduarse de la escuela de música.
Zight estudió medios creativos y producción musical en la Universidad de la ciudad de Hong Kong. Durante sus días universitarios, comenzó a vender ritmos y pistas a artistas de hiphop en BeatStars, donde usó por primera vez Zight como su nombre artístico.
Después de graduarse de la universidad, Zight pasó varios años haciendo música en segundo plano para músicos locales. En 2018, visitó Londres para estudiar música electrónica en la Point Blank Music School. Más tarde, en 2020, lanzó su primer sencillo de música electrónica "Paradise".
En 2021, logró su primera colaboración internacional "Fly Away" con la cantante británica Sonna Rele. La canción fue publicada por U-NXT, una subdivisión de Universal Music Group para impulsar a nuevos artistas de música electrónica. El video musical se filmó en Ucrania y ha acumulado más de 1.7 millones de vistas en YouTube hasta noviembre de 2022.
El 1 de octubre de 2021, Zight lanzó su tercer sencillo "Everybody Keep Running" con el cantante canadiense Peter Forest. El video musical se llevó a cabo en la Ciudad del Cabo, y contó con la participación de Sibusiso Madikizela, un atleta nacional de maratón de Sudáfrica. La canción fue posteriormente nominada y seleccionada para formar parte de la compilación asiática de música electrónica "Billboard Electric Asia Vol. 5".
En 2022, Zight lanzó su sexto sencillo, "Number One", junto al cantante estadounidense Adam Christopher. El video musical se filmó en el Winton Motor Raceway, pista de carreras cerca de Melbourne, Australia.
En julio de 2022, Zight lanzó su séptimo sencillo, "Work It Harder", con el cantante pop estadounidense Chris Willis. En una entrevista, Zight reveló que el video musical fue una declaración de apoyo a Ucrania en la Guerra ruso-ucraniana.

## Discografía

### Sencillos y EPs
- 2009 – Step into a World (MEKOLI con The Freeman y Zight)
- 2011 – Yamanote Line Dreamer (MIDICRONICA con Zight y Low Jack Three)
- 2020 – Paradise
- 2021 – Fly Away (con Sonna Rele)
- 2021 – Suite No.1 In Z Major
- 2021 – Everybody Keep Running (con Peter Forest)
- 2021 – Daisy (con Oliviya Nicole)
- 2022 – Number One (con Adam Christopher)
- 2022 – Work It Harder (con Chris Willis y Maximals)
- 2023 – Waiting (con Klapse, AndyBear)
- 2023 – Mongolia
- 2023 – Everybody Keep Running (TL Hon con Zight)